# 大川上林道
大川上林道（おおかわかみりんどう）は、京都府南丹市と同府京都市を結ぶ林道である。

## 概要
- 起点:京都府南丹市美山町佐々里
- 終点:京都府京都市右京区京北上弓削町
  - 起点は京都府道370号の車道区間の端点であり、道なりにいくと自然に入ることが出来る。今後京都府道370号はこの林道の起点から東に伸びる登山道が指定されており、大川上林道が府道に昇格することは今のところ無い。終点は京都市に入ってすぐの三叉路の交差点であり、八丁出合（はっちょうであい）と呼ばれている。西は八丁林道へ続き、東は八丁川源流へと向かう支線だがこちらは2009年現在通行止めとなっている。

## 通過市町村
京都府南丹市-京都府京都市右京区

## 道路状況
全線アスファルトで舗装された道路を有している。道幅は1.0から1.2車線で離合はカーブの膨らみや路肩を利用しなければ不可能である。1本の支線を有しているが、こちらは通年を通して通行止めとなっており、開通のめどは立っていない。八丁林道と合わせて利用され、舗装林道としてツーリングに主に利用される林道となっており、紅葉の季節には道幅が狭いこともあり混雑することもある。

## 接続路線
- 京都府道370号佐々里井戸線（起点）
- 八丁林道